# KFC Skin Piles
KFC Skin Piles är den första, och hittills enda extended play som släppts av Buckethead, med hjälp av Extrakd och Bryan Mantia. Den innehåller bland annat filmprov (i huvudsak tagna från Motorsågsmassakern). Det gjordes för DJ:s som ett scratch- och remix-verktyg, vilket är anledningen till albumet aldrig släpptes på CD. Det är för närvarande slutsåld och ett samlarobjekt.

## Konstverk
Omslaget till EP:n visar en stor bild av "Giant Robot" från serien Johnny Sokko och hans Flying Robot (liksom Giant Robot debut före). Baksidan av ärmen arrangerar ett gäng skärmdumpar huvudsakligen ur serien runt en bild av Buckethead spelar på sin specialbeställda Jackson halv gitarr doubleneck, halv bas.

## Låtlista

### Sidan A
1. "A1"   8:07
2. "A2"   3:56

### Sidan B
1. "B1"   4:01
2. "B2"   7:40

## Lista över medverkande
- Extrakd - "Phantom Limb"
- Bryan Mantia - "Proffs redskap"
- Buckethead - "Binge Redskap"
- P-Sticks - Konstverk